# 海南睑虎
海南睑虎（学名：Goniurosaurus bawanglingensis），也称海南守宫，一种分布于海南岛的爬行动物，隶属于睑虎科洞穴睑虎属。

## 形态特征
成年海南睑虎通体为淡紫色，腹部颜色较浅，具有黑斑，背部有四条黄色或淡黄色的色带，色带间夹杂着黑色的斑点和条纹。主要栖息在火山岩缝或多苔藓的山地森林里。